# 谢尔盖·沙万
谢尔盖·沙万 （1888年10月6日－1937年11月11日）是一位马里人、诗人和剧作家。他用马里语寫過詩。大清洗期間，他在约什卡尔奥拉被处决，後來于1956年被平反。马里埃尔共和国設立的一個獎項就以他的名字命名。